# Эскобар, Дилан
Дилан Алехандро Эскобар Альварес (исп. Dylan Alejandro Escobar Álvarez; род. 2 декабря 2000, Уаско, Атакама) — чилийский футболист, защитник клуба «Универсидад Католика» и сборной Чили.

## Клубная карьера
Эскобар — воспитанник клуба «Кокимбо Унидо». 2 апреля 2022 года в матче против «О’Хиггинс» он дебютировал в чилийской Примере. В начале 2025 года Эскобар на правах аренды перешёл в «Универсидад Католика». 22 февраля в матче против своего предыдущего клуба «Кокимбо Унидо» он дебютировал за новую команду.

## Международная карьера
9 февраля 2025 года в товарищеском матче против сборной Панамы Эскобар дебютировал за сборную Чили.